# 雷楚雄
雷楚雄（英語：Bill Lui Cho Hung，1950年12月—），香港電影美術指導，分別於2006年和2023年奪得香港電影金像獎最佳美術指導殊榮。他於1988年加入香港電影界，是香港電影美術學會的創始人之一。

## 背景

### 早年生活
雷楚雄生於香港，早年在九龍油麻地生活，上有5名胞姊，父親為一名餐館東主。雷楚雄童年時有乳母照顧，在父親生意失敗後，加上乳母另覓工作，他3歲便直接入讀小學。他當時在彌敦道511號至513號唐樓上層的詠雲學校就讀小學一年級，不過由於成績差而需要留級一年，而後再升讀二年級。及至1955年5歲時父親猝逝以致家道中落，他於是隨母親及排行第五的胞姊一同移居調景嶺木屋區，跟其餘正在該區中學求學的胞姊一起居住，且於鳴遠小學繼續完成小二至小六年級學業。在校時因為所臨摹的嫦娥奔月圖獲老師讚賞和母親的歡顏認許而對美術產生興趣。課餘以外則會與鄰居或同學到木屋區附近的山嶺遊山玩水，亦會到區內臨海的「益智」露天戲院觀看電影。1960年，雷楚雄升上天主教鳴遠中學。他曾於該校修讀高中課程，卻非鳴遠中學的高中畢業生。

### 幕後生涯

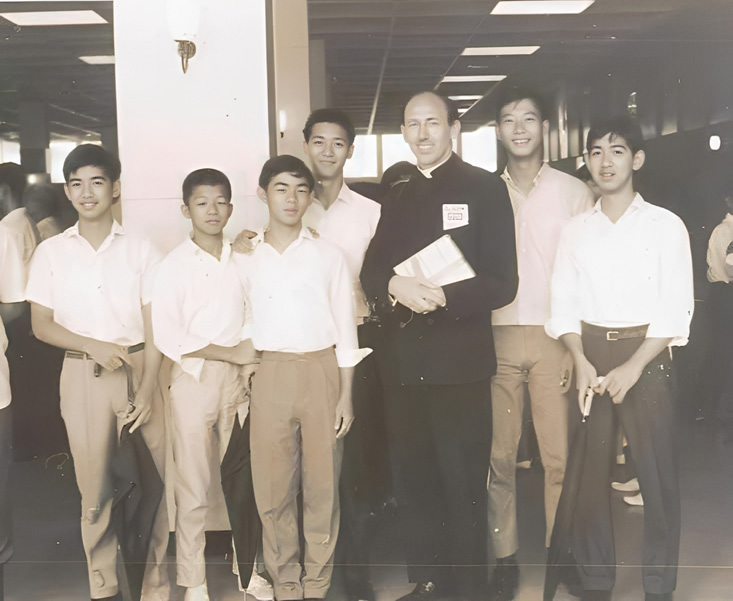
1966年，幾位香港鳴遠中學同學為時任校監何德光神父送行，圖中右2為雷楚雄

中學畢業後，雷楚雄投身社會工作了一段時間，便前往英國進修，1978年至1982年就讀伯克郡立藝術學院（Berkshire College Of Art And Design）影視美術設計系，主修電視電影平面設計。1979年8月已於英國廣播公司位於倫敦西部白城伍德巷的總台BBC白城從事兼職，1980年至1983年入職該台任職美術設計師。當他留英發展事業時期，他遇上了一名香港電台高層，為其日後返港創造契機。最終為了照顧母親，而且在該名高層邀請下，他於1983年回港加入香港電台電視部擔任美術部主任。1986年至1989年再轉往廉政公署社區關係處任職電視製作宣傳主任。其時，雷楚雄負責公署宣傳短片和電視劇集系列作品《廉政先鋒》的美術指導事宜，因而認識了與他共事的導演林德祿。後來雷楚雄在1985年至1988年間重返香港電台電視部任節目主任，於1985年自立門戶的林德祿趁合約空檔期邀請他擔任《應召女郎1988》的美術指導，自此雷楚雄開始踏足香港電影圈。
有鑑於政府明文規定公務員不能夠接洽任何兼職去賺取外快，雷楚雄只能以英文名「Bill Lui」涉足電影界。同時好朋友影業有限公司把英文名翻譯成「雷彪」，如此一來就成了雷楚雄的別名。然而廉政公署管理層知悉他不遵守公務員守則一事，令他決定於1989年離職，並正式全身投入電影圈大展拳腳。他入行以來曾經得到6次香港電影金像獎最佳美術指導提名，其中他於1994年憑《靑蛇》首度入圍角逐第13屆香港電影金像獎有關獎項，同年憑《重案組》與區丁平共同獲得中國珠海電影節飛龍獎最佳美術獎。往後只分別於1997年第16屆、2006年第25屆以及2009年第28屆金像獎被列入入圍名單而未有進帳。但是他於2004年憑《千機變》第一次奪得第23屆香港電影金像獎最佳美術指導獎，直至2023年憑《風再起時》再度成為金像獎美術指導獎得主。此外，雷楚雄是香港首位獲得中國電影金雞獎提名和於北京春燕獎頒獎禮上得獎的美術指導。
他現時為一名自由身美術指導，主要活躍於香港、澳門以及中國內地。

### 教育傳承
雷楚雄於1995年10月響應導演張同祖的提議，跟奚仲文、梁華生、陸文華及馬磐超一起成立香港電影美術學會，同年開始擔任香港電影美術學會執行委員，1997年至1999年轉任副會長。他於1999年至2001年及2011年至2014年兩度擔任會長，任內出版《繁花盛放 香港電影美術1979-2001》一書，又協助整理20年香港電影美術資料，以印製成發放至大專院校及設計學院作為收藏的非賣品光碟。還有，他曾主理學會開辦的「香港電影美術全接觸」課程，不時出席電影文化講座。及後雷楚雄於2021年至2025年再次轉任該會副會長，另一方面也參與電影美術培訓計劃，兼任四川美術學院影視動畫學院外聘教師，培育專才接班。而導演麥婉欣和郭子健皆是他於1990年代當香港演藝學院電影電視學院客席講師時的學生。其中一位成為電影美術指導的學生則有林子僑。

## 其他資料
1993年徐克執導《青蛇》時合共更換了6位美術指導，終與第7個伙伴雷楚雄合作完成拍攝工作。

## 幕後作品
*以下列表只記錄雷楚雄負責過的幕後作品，若有遺漏，請協助補充相關資料。

### 美術指導/總監/顧問
- 1988年：《應召女郎1988》
- 1989年：《我未成年》
- 1989年：《流氓差婆》
- 1990年：《血洗洪花亭》
- 1990年：《香港舞男》
- 1990年：《救命宣言》
- 1990年：《快樂的小雞》
- 1991年：《聖戰風雲》
- 1991年：《女機械人》
- 1991年：《正紅旗下》
- 1991年：《志在出位》
- 1991年：《雞鴨戀》
- 1991年：《老表發錢寒》
- 1992年：《四大探⻑》
- 1992年：《神槍手與咖喱雞》
- 1992年：《舞男情未了》
- 1992年：《現代應召女郎》
- 1992年：《雙龍會》
- 1992年：《應召女郎1988之二：現代應召女郎》
- 1993年：《白髮魔女2》
- 1993年：《李洛夫奇案》
- 1993年：《兩廂情願》
- 1993年：《青蛇》
- 1993年：《皆大歡喜》
- 1993年：《重案組》
- 1993年：《廉政第一擊》
- 1994年：《天與地》
- 1994年：《昨夜⻑風》
- 1994年：《黃飛鴻之五：龍城殲霸》
- 1994年：《伴我同行》
- 1995年：《野性的邂逅》
- 1995年：《那有一天不想你》
- 1995年：《戴綠帽的女人》
- 1995年：《人間有情》
- 1995年：《偷錯隔牆花》
- 1995年：《刀》
- 1996年：《大三元》
- 1996年：《孟波》
- 1996年：《黑俠》
- 1996年：《虎度門》
- 1997年：《基佬四十》
- 1997年：《戰狼傳說》
- 1997年：《南海十三郎》
- 1998年：《殺手之王》
- 1998年：《九星報喜》
- 1998年：《9413》
- 1998年：《K.O.雷霆一擊》
- 1999年：《眞心話》
- 1999年：《無問題》
- 2000年：《月亮的秘密》
- 2001年：《地久天⻑》
- 2001年：《買兇拍人》
- 2002年：《黑俠II》
- 2003年：《無間道II》
- 2003年：《無間道III：終極無間》
- 2003年：《千機變》
- 2004年：《重案黐孖GUN》
- 2004年：《千機變II之花都大戰》
- 2004年：《天作之盒》
- 2005年：《情癲大聖》
- 2006年：《雛菊》
- 2006年：《天行者》
- 2007年：《老港正傳》
- 2007年：《男兒本色》
- 2007年：《色，戒》
- 2008年：《畫皮》
- 2009年：《機器俠》
- 2009年：《無聲風鈴》
- 2010年：《越光寶盒》
- 2011年：《關雲⻑》
- 2011年：《東成西就2011》
- 2013年：《四大名捕II》
- 2013年：《四大名捕大結局》
- 2014年：《大話天仙》
- 2016年：《青雲志》（電視劇）[20][21]
- 2023年：《風再起時》
- 2024年：《默殺》[22]

### 服裝指導
- 1995年：《野性的邂逅》
- 1998年：《9413》

### 編劇
- 2019年：《花椒之味》

## 演出作品
劇集
- 1988年：《性本善》〈蓮達的選擇〉　飾　Steven[23]
- 1988年：《性本善》〈七年之癢〉　飾　Bill[24]

電影
- 1986年：《戀愛季節》
- 1990年：《血洗洪花亭》
- 1992年：《四大探長》
- 1992年：《神槍手與咖喱雞》
- 1998年：《9413》　飾　林Sir
- 1999年：《無問題》
- 2005年：《情癲大聖》　飾　將軍

## 參與節目
- 2003年：《浩瀚一生 李翰祥》（邵氏電影公司紀錄片）
- 2022年：《爆谷一周》（與劉天蘭、文念中、鄭秀嫺，ViuTV）

## 著作
- 2009年：《一個中國機器人的夢 機械俠》[25]（知出版）
- 2009年：《豈只畫張電影的皮 美術總監的創作天地》（知出版）

## 獎項紀錄
| 年份   | 頒獎典禮                  | 獎項         | 影片         | 結果 |
| ------ | ------------------------- | ------------ | ------------ | ---- |
| 1994年 | 第13屆香港電影金像獎      | 最佳美術指導 | 《靑蛇》     | 提名 |
| 1994年 | 第1屆中國珠海電影節飛龍獎 | 最佳美術     | 《重案組》   | 獲獎 |
| 1997年 | 第16屆香港電影金像獎      | 最佳美術指導 | 《黑俠》     | 提名 |
| 2004年 | 第23屆香港電影金像獎      | 最佳美術指導 | 《千機變》   | 獲獎 |
| 2006年 | 第25屆香港電影金像獎      | 最佳美術指導 | 《情癲大聖》 | 提名 |
| 2009年 | 第3屆亞洲電影大獎         | 最佳美術指導 | 《畫皮》     | 提名 |
| 2009年 | 第28屆香港電影金像獎      | 最佳美術指導 | 《畫皮》     | 提名 |
| 2009年 | 第27屆中國電影金雞獎      | 最佳美術     | 《畫皮》     | 提名 |
| 2010年 | 第16屆北京春燕獎          | 最佳美術指導 | 《畫皮》     | 獲獎 |
| 2023年 | 第16屆亞洲電影大獎        | 最佳美術指導 | 《風再起時》 | 提名 |
| 2023年 | 第41屆香港電影金像獎      | 最佳美術指導 | 《風再起時》 | 獲獎 |

## 外部連結
- 雷楚雄在香港影庫上的簡介
- 一秒24格的夢，大學線月刊第93期，香港中文大學新聞與傳播學院，2009年12月
- 香港電台第五台「香港留聲機」第 134集：雷楚雄談電影美指，2024年2月21日